# 我が家のヒミツ
『我が家のヒミツ』（わがやのヒミツ）は、奥田英朗による日本の短編小説集。『小説すばる』（集英社）に2012年から2015年にかけて掲載、2015年9月25日集英社から刊行された。現代の平凡な家族が抱えるさまざまな問題を、ユーモアを交えつつあたたかく描く。
『家日和』（2007年）、『我が家の問題』（2011年）に続く平成の家族小説シリーズ第3弾で、「妻と選挙」では、「妻と玄米御飯」（『家日和』収録）、「妻とマラソン」（『我が家の問題』収録）に続いて小説家・大塚康夫の一家を描いている。
NHK BSプレミアムでテレビドラマ化され2019年3月3日から3月31日まで放送された。

## 収録作品
- 虫歯とピアニスト（初出：『小説すばる』2013年5月号）
- 正雄の秋（初出：『小説すばる』2014年11月号）
- アンナの十二月（初出：『小説すばる』2013年1月号）
- 手紙に乗せて（初出：『小説すばる』2015年1月号）
- 妊婦と隣人（初出：『小説すばる』2012年11月号）
- 妻と選挙（初出：『小説すばる』2015年7月号）

## 書誌情報
- 我が家のヒミツ（2015年9月25日、集英社、ISBN 978-4-08-771625-2）
- 我が家のヒミツ（2018年6月21日、集英社文庫、ISBN 978-4-08-745749-0）

## テレビドラマ
NHK BSプレミアムの「プレミアムドラマ」枠にて2019年3月3日から 3月31日まで放送された。全5回。1話完結のオムニバス・シリーズで、各話の主人公となる4人の妻を本作が連続ドラマ初主演の佐藤仁美が1人で演じ、各話の夫役で田中直樹（ココリコ）、八嶋智人、永井大、岸谷五朗が共演する。
同枠にて2018年2月に水川あさみ主演でドラマ化された『我が家の問題』に続く第2弾となる。

### キャスト
第1回「IDはサニーデイ」
- 山本紀子 - 佐藤仁美
- 山本清志 - 田中直樹（ココリコ）
- 山本由佳 - 白本彩奈
- 山本祐平 - 落合晴音
- 北野雅之 - 松下太亮
- 磯野有希 - 真凛

第2回「夫のカーテン屋」
- 大山春代 - 佐藤仁美
- 大山栄一 - 八嶋智人
- 沼田陽平 - 清水圭
- 塚本円香 - 木下あかり

第3回「妊婦と隣人」
- 松坂葉子 - 佐藤仁美
- 松坂英輔 - 永井大
- 宮本洋一 - 矢柴俊博
- 管理人 - ふせえり
- 看護師 - 松尾薫

第4回・最終回「小説家の妻・前後編」
- 大塚里美 - 佐藤仁美
- 大塚康夫 - 岸谷五朗
- 佐野優子 - 山本未來（前編）
- 佐野拓海 - 大場泰正（前編）
- 村上和也 - 奥野瑛太
- 桑原光太郎 - 鈴木晋介（前編）
- 菊池智子 - 土居志央梨（前編）
- 大塚恵介 - 立石ケン
- 大塚洋介 - 福崎那由他
- 山田芳雄 - 不破万作（後編）
- 蒲田理恵 - 千葉雅子（後編）
- 安田清子 - 国生さゆり（後編）

### スタッフ
- 原作 - 奥田英朗『家日和』『我が家の問題』『我が家のヒミツ』
- 脚本 - 渡辺千穂、荒井修子
- 音楽 - 遠藤浩二
- 語り - YOU
- 演出 - 萩生田宏治、蔵方政俊
- 制作統括 - 平良英（パオネットワーク）、管原浩（NHK）
- プロデューサー - 宮田幸太郎
- 制作・著作 - NHK、パオネットワーク

### 放送日程
| 放送回 | 放送日  | サブタイトル    | ラテ欄                                               | 原作                                                                | 脚本     | 演出       |
| ------ | ------- | --------------- | ---------------------------------------------------- | ------------------------------------------------------------------- | -------- | ---------- |
| 第1回  | 3月03日 | IDはサニーデイ  | 佐藤仁美ひとり4役（1） ネットオークションにハマる妻  | サニーデイ（『家日和』所収）                                        | 渡辺千穂 | 萩生田宏治 |
| 第2回  | 3月10日 | 夫のカーテン屋  | 佐藤仁美オムニバス（2） 転職を繰り返す夫にいらだつ妻 | 夫とカーテン（『家日和』所収）                                      | 荒井修子 | 蔵方政俊   |
| 第3回  | 3月17日 | 妊婦と隣人      | 怪しい隣人に怯える妊娠妻⋯ 出産は?!                   | 妊婦と隣人                                                          | 荒井修子 | 蔵方政俊   |
| 第4回  | 3月24日 | 小説家の妻 前編 | 売れない小説家の妻に大転機!?                         | 妻と玄米御飯（『家日和』所収） 妻とマラソン（『我が家の問題』所収） | 渡辺千穂 | 萩生田宏治 |
| 最終回 | 3月31日 | 小説家の妻 後編 | 妻が出馬! 小説家の夫も奮闘?                          | 妻と選挙                                                            | 渡辺千穂 | 萩生田宏治 |

| NHK BSプレミアム プレミアムドラマ                        | NHK BSプレミアム プレミアムドラマ         | NHK BSプレミアム プレミアムドラマ     |
| 前番組                                                   | 番組名                                    | 次番組                                |
| -------------------------------------------------------- | ----------------------------------------- | ------------------------------------- |
| 盤上のアルファ 〜約束の将棋〜 （2019年2月3日 - 2月24日） | 我が家のヒミツ （2019年3月3日 - 3月31日） | 大全力失踪 （2019年4月7日 - 4月28日） |